# دولة مربية
دولة مربية هو مصطلح من أصل بريطاني ينقل وجهة نظر مفادها أن الحكومة أو سياساتها مفرطة في الحماية أو تتدخل بشكل غير ملائم في الاختيار الشخصي. المصطلح يشبه مثل هذه الحكومة بالدور الذي تلعبه المربية في تربية الأطفال.